# Husa Transportation Railway Service
Husa Transportation Railway Service B.V., dříve ACTS Nederland BV (VKM: ACTS), byl nizozemský železniční dopravce. Sídlo firmy bylo ve měste 's-Hertogenbosch. Společnost ukončila činnost v roce 2014.

## Historie
Společnost byla založena v roce 1989 a její název vznikl jako zkratka z Afzet Container Transport Systeem, tedy z holandského názvu pro přepravní systém ACTS, jehož provozováním se společnost zabývala. Jednalo se o prvního privátního nákladního železničního dopravce.
V roce 2004 společnost koupila logistická společnost Husa Transportation Group, načež následovala změna názvu na Husa Transportation Railway Service B.V. V lednu 2014 společnost oznámila ukončení své činnosti s platností od 1. března 2014.

## Lokomotivy
Základem lokomotivního parku společnosti byly motorové a elektrické lokomotivy zakoupené z druhé ruky, ale postupně si firma pořizovala i nové lokomotivy.
Lokomotivní park společnosti se skládal z těchto lokomotiv:
- elektrické lokomotivy řady 1200 odkoupené od Nederlandse Spoorwegen
- motorové lokomotivy britské řady 58 odkoupené od English Welsh & Scottish Railway
- motorové lokomotivy německé řady 346 odkoupené od Deutsche Bahn
- motorové lokomotivy belgické řady 62 odkoupené od NMBS/SNCB
- nové motorové lokomotivy typu G1206 německého výrobce Vossloh
- nové motorové lokomotivy typu JT42CWR americké firmy Electro-Motive Diesel pronajaté od společnosti Mitsui Rail Capital Europe